# Jessica Melbourne-Thomas
Jessica Melbourne-Thomas es una ecologista marina y modeladora de ecosistemas de la División Antártica Australiana y del Clima y los Ecosistemas Antárticos CRC, Australia.  Su investigación se centra en el cambio climático y sus efectos en la conservación y utilización sostenible de la biota marina. 

## Biografía
Melbourne-Thomas completó su licenciatura en la Universidad de Tasmania en 2002.  Luego se mudó al Reino Unido a la Universidad de Oxford para emprender su Beca Rhodes de 2003-2005 trabajando en dinámicas de la comunidad de coral.  En 2010 completó su doctorado, que desarrolló herramientas de modelado para ayudar a los gerentes en la gestión de los arrecifes de coral, en la Universidad de Tasmania.

## Carrera
Melbourne-Thomas es una modeladora de ecosistemas.  Su investigación se centra en el desarrollo de modelos ecológicos para facilitar estudios estratégicos de la dinámica de los ecosistemas y métodos para lograr la conservación y la utilización sostenible de la biota marina.  Es líder del proyecto del Centro de Investigación sobre el Clima y los Ecosistemas de la Antártida sobre el estado y las tendencias de los ecosistemas, y fue autora principal del  Informe especial sobre los océanos y la criosfera en un clima cambiante del IPCC.
Está involucrada en la traducción de la ciencia a la toma de decisiones, incluso a través de la divulgación a usuarios finales y reuniones informativas sobre políticas. Es copresentadora del Curso en línea abierto masivo (MOOC) en Open2Study, titulado Marine and Antarctic Science.  Fue nombrada la Joven Amapola del Año de Tasmania en 2015.
También fue cofundadora, junto con el empresario de negocios Fabian Dattner, del primer Homeward Bound Voyage, una iniciativa global liderada por Australia para fomentar el liderazgo de las mujeres en la ciencia.  Al reconocer las dificultades que tienen las mujeres en las carreras de ciencias para obtener fondos, equilibrar las demandas de las familias y las carreras, la iniciativa es de capital privado.  Su función era coordinar el programa de ciencias para el programa Homeward Bound 2016.  Cuando los desafíos impidieron que el grupo de 76 científicas mundiales de diferentes especialidades salieran de Australia, ella trabajó para reorganizar el lanzamiento desde Ushuaia, Argentina.  Una vez finalizado el viaje de investigación, se abrieron las solicitudes para un segundo viaje y el equipo se finalizó en 2017.  Navegarían en la segunda expedición en 2018.
Fue una de las 12 científicas destacadas que se presentaron como una constelación en el techo de la Grand Central Station (Ciudad de Nueva York) como parte de la iniciativa Balance the Equation de GE.
Ha sido publicada en ICES Journal of Marine Science, Ecological Modeling, Enfermedades de los organismos acuáticos, Polar Biology, Global Change Biology, Ecology & Society, Ecological Aplicaciones, Journal of Marine Systems, y PLoS One.

## Premios y honores
- 2003-2005: Beca Rhodes[2][26]
- 2015: Joven Amapola del año de Tasmania[9]
- 2017: Premios de Liderazgo de la Agenda de Mujeres (finalista)[27]
- 2017: Science and Technology Australia, 30 superestrellas de STEM[28]